# Lascha Schawdatuaschwili
Lascha Schawdatuaschwili (georgisch ლაშა შავდათუაშვილი; * 31. Januar 1992 in Gori, Georgien) ist ein georgischer Judoka. Schawdatuaschwili gewann 2012 bei den Olympischen Spielen in der Gewichtsklasse bis 66 Kilogramm Gold und bei den Olympischen Spielen 2016 in der Gewichtsklasse bis 73 Kilogramm Bronze. 2021 wurde er Weltmeister in der Gewichtsklasse bis 73 Kilogramm, bei den Olympischen Spielen in Tokio erhielt er die Silbermedaille.

## Sportliche Karriere

### Die Jahre bis 2016
Der 1,70 m große Lascha Schawdatuaschwili kämpfte bis 2013 im Halbleichtgewicht, der Gewichtsklasse bis 66 Kilogramm. 2011 siegte er bei den Junioreneuropameisterschaften und erkämpfte eine Bronzemedaille bei den Juniorenweltmeisterschaften. Bei den Europameisterschaften 2012 in Tscheljabinsk unterlag er im Viertelfinale dem Russen Alim Gadanow. Mit Siegen über den Spanier Sugoi Uriarte und den Franzosen David Larose erkämpfte Schawdatuaschwili eine Bronzemedaille. Drei Monate nach den Europameisterschaften fand in London das olympische Turnier statt. Schawdatuaschwili bezwang im Achtelfinale David Larose und im Viertelfinale den Briten Colin Oates. Nach dem Halbfinalsieg über den Japaner Masashi Ebinuma erkämpfte er die Goldmedaille in einem Kampf über die volle Kampfdauer gegen den Ungarn Miklós Ungvári. Bei der Abschlussfeier der Olympischen Spiele trug Lascha Schawdatuaschwili als einziger georgischer Olympiasieger von 2012 die Flagge seiner Mannschaft. 2013 besiegte er im Viertelfinale der Europameisterschaften in Budapest den Ungarn Bénce Zambori und im Halbfinale Nicat Şıxəlizadə aus Aserbaidschan. Mit seinem Finalsieg über den Russen Kamal Chan-Magomedow gewann Schawdatuaschwili neun Monate nach seinem Olympiasieg auch den Europameistertitel. Bei den Weltmeisterschaften 2013 in Rio de Janeiro schied er in der zweiten Runde gegen Colin Oates aus.
2014 wechselte Lascha Schawdatuaschwili ins Leichtgewicht, die Gewichtsklasse bis 73 Kilogramm. Bei den Weltmeisterschaften in Tscheljabinsk schied er im Achtelfinale gegen den Aserbaidschaner Rüstəm Orucov aus. Ende 2014 unterlag er bei den georgischen Meisterschaften Nugzar Tatalashvili. 2015 wurden die Europameisterschaften im Rahmen der Europaspiele in Baku ausgetragen. Lascha Schawdatuaschwili schied in seinem Auftaktkampf gegen den Franzosen Pierre Duprat aus. Zwei Monate später trafen die beiden auch in der ersten Runde der Weltmeisterschaften in Astana aufeinander und wieder siegte Duprat. Bei den Europameisterschaften 2016 in Kasan bezwang Lascha Schawdatuaschwili im Viertelfinale Nugzar Tatalashvili und im Halbfinale den Slowenen Martin Hojak, im Finale unterlag er Rüstəm Orucov. Bei den Olympischen Spielen in Rio de Janeiro bezwang er in seinem Auftaktkampf den Kubaner Magdiel Estrada und in der zweiten Runde Chamara Repiyallage aus Sri Lanka. Im Viertelfinale unterlag er dem Japaner Shōhei Ōno. Mit Siegen über den Russen Denis Jarzew und den Israeli Sagi Muki erkämpfte Schawdatuaschwili eine Bronzemedaille.

### 2017 bis 2021
2017 schied Schawdatuaschwili im Achtelfinale der Europameisterschaften in Warschau gegen den Österreicher Lukas Reiter aus. Bei den Weltmeisterschaften in Budapest verlor er im Viertelfinale gegen den Japaner Soichi Hashimoto. Mit einem Sieg über Denis Jarzew erreichte er den Kampf um Bronze, unterlag aber dem Südkoreaner An Chang-rim. Ende 2017 gewann Lascha Schawdatuaschwili den georgischen Meistertitel. 2018 schied er in seinem Auftaktkampf bei den Europameisterschaften in Tel Aviv gegen den Deutschen Igor Wandtke aus. Bei den Weltmeisterschaften in Baku verlor er im Viertelfinale gegen den Iraner Mohammad Mohammadi und belegte letztlich den siebten Platz. Fünf Wochen später gewann Lascha Schawdatuaschwili das Grand-Slam-Turnier in Abu Dhabi. Die Europameisterschaften 2019 wurden wie 2015 im Rahmen der Europaspiele ausgetragen, die diesmal in Minsk stattfanden. Schawdatuaschwili bezwang im Viertelfinale Denis Jarzew. Nach seiner Halbfinalniederlage gegen den Schweden Tommy Macias verlor er auch den Kampf um Bronze gegen den Aserbaidschaner Hidayət Heydərov. Zwei Monate später unterlag er im Achtelfinale der Weltmeisterschaften in Tokio Shōhei Ōno.
Nach der Kampfpause wegen der COVID-19-Pandemie fanden im November 2020 die Europameisterschaften in Prag statt. Lascha Schawdatuaschwili erreichte das Finale mit Siegen über Rüstəm Orucov im Viertelfinale und den Italiener Fabio Basile im Halbfinale. Im Finale unterlag er dem Moldawier Victor Sterpu. Nachdem er bei den Europameisterschaften 2021 im Achtelfinale ausgeschieden war, bezwang er anderthalb Monate später im Viertelfinale der Weltmeisterschaften in Budapest den Ungarn Miklós Ungvári, seinen Gegner im Olympiafinale 2012. Mit einem Halbfinalsieg über den Türken Bilal Çiloğlu erreichte Schawdatuaschwili das Finale. Dort besiegte er Tommy Macias und gewann neun Jahre nach seinem Olympiasieg auch den Weltmeistertitel. Bei den Olympischen Spielen in Tokio besiegte er im Viertelfinale den Kanadier Arthur Margelidon und im Halbfinale den Südkoreaner An Chang-rim. Im Finale unterlag er dem Japaner Shōhei Ōno und erhielt nach Gold 2012 und Bronze 2016 nun die olympische Silbermedaille.
Lascha Schawdatuaschwili trat auch in der deutschen Judo-Bundesliga an, wo er für den Kraftsportverein Esslingen 1894 kämpfte.

### Die Jahre ab 2022
2022 gewann Lascha Schawdatuaschwili die Grand-Slam-Turniere von Paris und Tiflis, 2023 siegte er wieder in Paris. 2023 erkämpfte er bei den Weltmeisterschaften Bronze im Teamwettbewerb, bei der im Rahmen der Europaspiele 2023 ausgetragenen Team-Europameisterschaft siegte die georgische Mannschaft. 2024 siegte Schawdatuaschwili beim Grand-Slam in Tiflis. Bei den Europameisterschaften 2024 in Zagreb unterlag er im Viertelfinale dem Russen Danil Lawrentjew, mit zwei Siegen in der Hoffnungsrunde sicherte sich Schawdatuaschwili eine Bronzemedaille. Bei den Olympischen Spielen 2024 in Paris verlor er in seinem ersten Kampf gegen den Franzosen Joan-Benjamin Gaba.